# X Ambassadors
X Ambassadors – amerykański zespół rockowy, grający muzykę alternatywną i indie rock, założony w 2009 roku w Nowym Jorku. Swój pierwszy album studyjny wydali w 2015 roku, który zawiera takie hity jak „Jungle” i „Renegades”. Na początku działalności grupa znana była jako Ambassadors. Założycielami zespołu są dwaj bracia, Sam i Casey Harris, oraz Noah Feldshuh i Adam Levin. Casey od urodzenia jest osobą niewidomą.
W Polsce singiel „Renegades” uzyskał certyfikat potrójnej platynowej płyty.

## Dyskografia
LP
- VHS (2015) – złota płyta w Polsce[3]
- Orion (2019)
- The Beautiful Liar (2021)

EP
- Ambassadors (2009)
- Love Songs Drug Songs (2013)
- The Reason (2014)

Gościnnie
- „Love of a Life” (2013, Keljet feat. X Ambassadors)
- „Wicked Ways” (2013, Eminem feat. X Ambassadors)
- „Comfortable” (2014, The Knocks feat. X Ambassadors)
- „Transmission” (2015, Zedd feat. Logic & X Ambassadors)
- „Cannonball” (2016, Skylar Grey feat. X Ambassadors)